# Аугусте, Ольга Мартыновна
О́льга Марты́новна А́угусте (латыш. Olga Auguste; 2 августа 1896, Вискальская волость, Лифляндская губерния, Российская империя — 29 июня 1973, Рига) — латвийский советский общественно-политический и государственный деятель. Первая женщина-министр в истории Латвии.

## Биография
Рабочая. Во время Первой мировой войны в начале 1915 года вместе с заводом «Union» была эвакуирована в Харьков.
С 1925 года — член ВКП(б). В 1934 году окончила Коммунистический университет национальных меньшинств Запада имени Мархлевского.
С 1935 года — член компартии Латвии, занималась подпольной партийной работой.
Арестована в 1939 году. Вышла на свободу в июне 1940 года.
После ввода советских войск в Латвию в 1940 году избрана депутатом Народного Сейма Латвии; позже избиралась депутатом Верховного Совета Латвийской ССР.
В августе того же года была в составе делегации, отправившейся в Москву с просьбой о принятии Латвийской ССР в состав СССР. На историческое заседание Верховного Совета СССР женщины латвийской делегации пришли в народных костюмах, но Аугусте, по свидетельству историков, принципиально отказалась его надеть.
Сразу после освобождения 21 июня до октября 1940 года работала секретарём ЦК компартии Латвии, затем стала членом Бюро ЦК КП(б) Латвии.
С 21 декабря 1940 по 26 августа 1944 года — секретарь ЦК КП(б) Латвии по кадрам.
13 марта 1941 года указом Президиума Верховного Совета Латвийской ССР назначена народным комиссаром Государственного контроля (до 29 апреля 1941). Первая женщина-министр в истории Латвии.
Во время Великой Отечественной войны была в Оперативной группе ЦК компартии Латвии на Северо-Западном фронте.
В 1947 году возглавляла комиссию по созданию нового флага Латвийской ССР.
В 1951—1957 годах — заместитель председателя Президиума Верховного Совета Латвийской ССР.
Умерла в Риге. Похоронена на Лесном кладбище.